# Арк (Па де Кале)
Арк (фр. Arques) насеље је и општина у североисточној Француској у региону Север-Па де Кале, у департману Па де Кале која припада префектури Сент Омер.
По подацима из 2011. године у општини је живело 9.979 становника, а густина насељености је износила 445,29 становника/km². Општина се простире на површини од 22,41 km². Налази се на средњој надморској висини од 10 метара (максималној 62 m, а минималној 2 m).

## Демографија
| 1962. | 1968. | 1975.  | 1982. | 1990. | 1999. | 2011. |
| ----- | ----- | ------ | ----- | ----- | ----- | ----- |
| 7.221 | 8.735 | 10.042 | 9.245 | 9.014 | 9.331 | 9.979 |

График промене броја становника у току последњих година